# Поповское (деревня, Пельшемское сельское поселение)
Поповское — деревня в Сокольском районе Вологодской области.
Входит в состав Пельшемского сельского поселения, с точки зрения административно-территориального деления — в Пельшемский сельсовет.
Расстояние по автодороге до районного центра Сокола — 41 км, до центра муниципального образования Марковского — 6 км. Ближайшие населённые пункты — Старое, Исаково, Омельшино.
Деревня образовалась в XVIII веке. Перед революцией 1917 года деревня Поповское была закреплена за помещиком Зубовым. Его центральная усадьба была расположена в селе Марковское, находящемся в 1 км к северу от Поповского.
В Поповском имеется церковь св. Троицы и действующий погост.
По переписи 2002 года население — 1 человек.